# Alfacalcidol
Alfacalcidol ist der Freiname für das Vitamin-D3-Derivat 1α-Hydroxycholecalciferol. 1971 wurde der Wirkstoff zur Regulierung des Calciumhaushaltes von Wisconsin Alumni Research patentiert. Alfacalcidol ist eine Vorstufe der Wirkform von Vitamin D3, dem Calcitriol, und gewährleistet insbesondere bei bestehender Nierenerkrankung die Versorgung Osteoporose-gefährdeter Patienten mit Calcium-Ionen. Im Vergleich zu Vitamin D3 (Cholecalciferol) zeigt Alfacalcidol einen raschen Wirkungseintritt und ist gut steuerbar. Im Vergleich zu Calcitriol (1α,25-Dihydroxycholecalciferol) weist Alfacalcidol jedoch keine therapeutischen Vorteile auf.

## Wirkmechanismus

Wirkung von Alfacalcidol im Vitamin-D_{3}-Metabolismus

Alfacalcidol ist ein Prodrug, das in der Leber rasch zur aktiven Form Calcitriol verstoffwechselt wird. Da es bereits 1α-hydroxyliert ist, muss es nicht wie Cholecalciferol in der Niere aktiviert werden. Nach Bindung von Calcitriol an seinen intrazellulären Rezeptor (Vitamin-D-Rezeptor, VDR) kommt es zur verstärkten Bildung eines Calcium-Ionen bindenden Proteins. Die Substanz fördert die intestinale Calcium- und Phosphat-Resorption, reguliert die Knochenmineralisation und fördert die Rückresorption von Calcium in den Nierentubuli.
Alfacalcidol beugt bei Störungen der physiologischen 1α-Hydroxylierung von Colecalciferol oder Calcifediol in der Niere – insbesondere bei chronischer Niereninsuffizienz – entsprechenden Mangelerscheinungen vor. Alfacalcidol ist keine natürlicherweise im Körper vorkommende Substanz und wird in der Leber sehr schnell in Calcitriol umgewandelt.

## Synthese
Die mehrstufige Synthese von Alfacalcidol ist in der folgenden Reaktionssequenz beschrieben:

## Eigenschaften
Alfacalcidol ist praktisch unlöslich in Wasser, leicht löslich in 96%igem Ethanol und löslich in fetten Ölen. Es ist empfindlich gegenüber Luft, Wärme und Licht. In Lösung findet temperatur- und zeitabhängig eine reversible Isomerisierung zu Prä-Alfacalcidol statt. Beide Verbindungen sind biologisch aktiv.

## Anwendung
Die Verabreichung kann oral oder bei Patienten unter Langzeithämodialyse auch intravenös erfolgen.
Alfacalcidol wird seit den frühen 1980er Jahren vermarktet.

## Handelsnamen
EinsAlpha (D), Etalpha (A), diverse Generika